# أنطون ليبولا
أنطون ليبولا هو لاعب كرة قدم فنلندي في مركز حراسة المرمى، ولد في 24 يوليو 1996 في فنلندا. لعب مع نادي ماريهامن.

## وصلات خارجية
- أنطون ليبولا على موقع قاعدة بيانات كرة القدم.إي يو (الإنجليزية)
- أنطون ليبولا على موقع Soccerway.com (الإنجليزية)